# 1990 (breakdance)

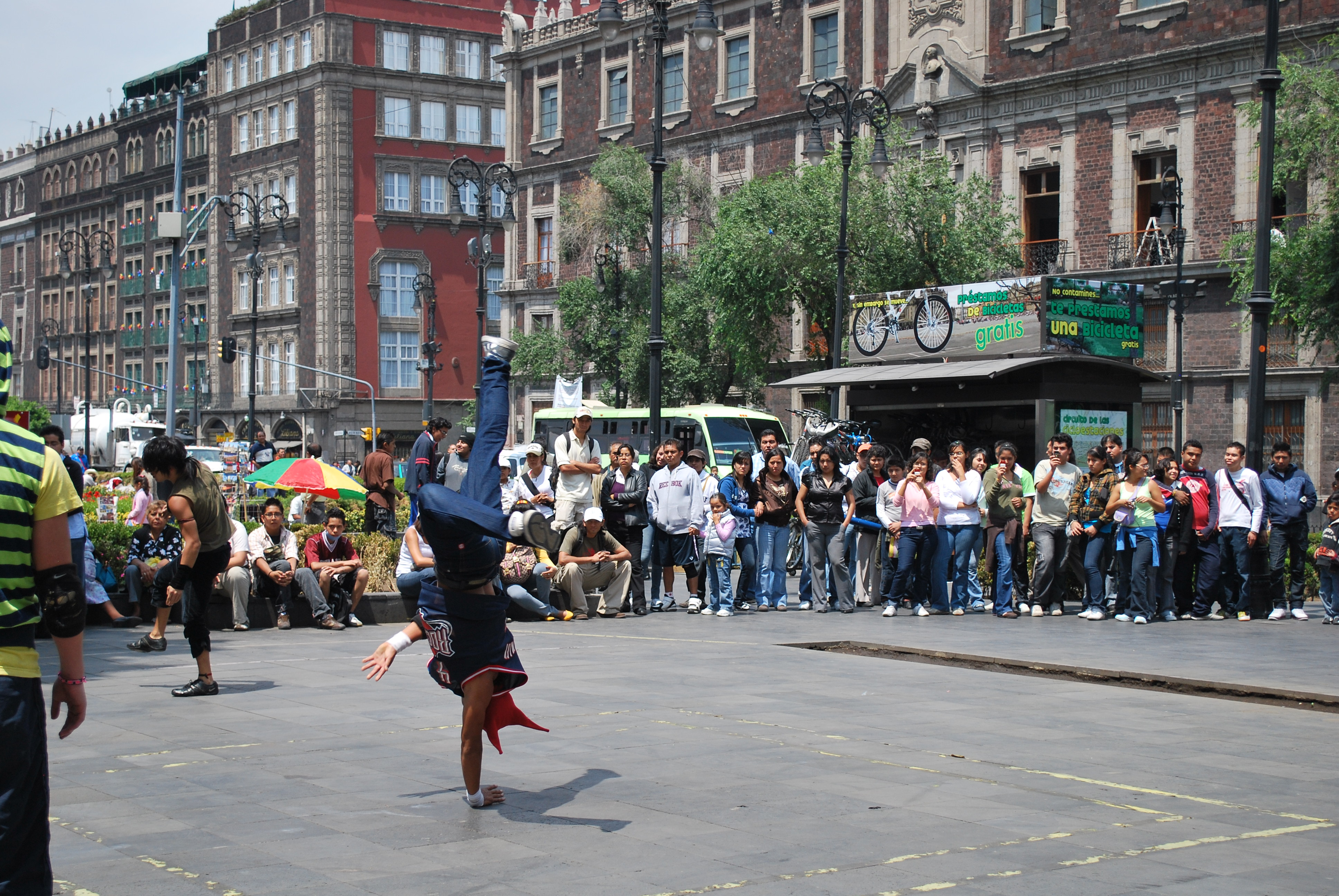
Een breakdance in Mexico bezig met een 1990

De 1990 is een breakdance-beweging die bestaat uit een sneldraaiende handstand op één hand.
Het is een move uit de categorie spins. Sommige breakdancers beschouwen het als een power move, omdat de beweging er indrukwekkend uitziet en, evenals overige power moves, wordt ingezet met gebruikmaking van momentum.